# Свен Оле Торсен
Свен Оле Торсен (дан. Sven-Ole Thorsen), рођен 24. септембра 1944. године у Копенхагену, Данска, дански је глумац, каскадер, борбени кореограф и бодибилдер.
Сарађивао је са Арнолдом Шварценегером на већини његових филмова. Најважнија појављивања су у филмовима Конан варварин (1982), Предатор (1987), Тркач (1987), Црвено усијање (1988), Близанци (1988), Гладијатор (2000) и Колатерал (2004), поред многих.